# Голант, Раиса Яковлевна
Раи́са Я́ковлевна Го́лант (17 июля 1885, Брест-Литовск — 13 июля 1953, Ленинград) — русский и советский психиатр и невролог, доктор медицины (1913), заслуженный деятель науки РСФСР (1940), лауреат Сталинской премии.

## Биография
Родилась в Брест-Литовске в ремесленной еврейской семье: отец Янкель Борухович Голант был мыловаром, мать — Ривка Голант. Сестра педагога Евгения Яковлевича Голанта. В 1886 году отец учредил в собственном доме на Полицейской улице в Бобруйске мыловаренную мануфактуру, где с двумя подсобными рабочими производил 800 пудов продукции на 3 тысячи рублей в год, и был причислен к купеческому сословию; распространением продукции занимался магазин Голанта на 2-й Слуцкой улице.
Окончила Прилукскую женскую гимназию в 1902 году, после чего продолжила обучение в университетах Брюсселя, Берлина и Фрайбурга.
В 1909 году вернулась в Россию. С 1909 по 1927 годах работала в Клинике душевных и нервных болезней под руководством Бехтерева В. М., где занималась невропатологией и экспериментальной физиологией. В 1913 году защитила докторскую диссертацию — «О неподвижности позвоночника». С 1913 по 1921 год Голант работала ассистентом и ординатором в Психиатрической клинике Психоневрологического института.
С 1928 по 1948 год заведовала кафедрой психиатрии 2-го Ленинградского медицинского института. С 1938 года, по совместительству, была заместителем директора по научной части Психоневрологического института.
В 1937 году в Париже на Международном съезде по психогигиене Голант Р. Я. подняла вопрос о соматической профилактике душевных болезней. Вела шефскую работу на периферии — в психиатрических больницах Петрозаводска, Свердловска, Пскова.
Во время Павловской сессии Р. Я. Голант, А. С. Шмарьян, М. О. Гуревич и ряд других учёных подверглись травле. А. В. Снежневский заявил, что они «не разоружились и продолжают оставаться на старых антипавловских позициях, нанося этим тяжелый ущерб советской научной и практической психиатрии», а вице-президент АМН СССР обвинил их в том, что они «неустанно припадают к грязному источнику американской лженауки». После Павловской сессии Раиса Голант была уволена в 1951 году из Психоневрологического института по сокращению штатов.
Скончалась 13 июля 1953 года в Ленинграде. Похоронена на Преображенском еврейском кладбище.

## Научная деятельность
Труды Р. Я. Голант посвящены проблемам травматических, инфекционных, сосудистых психозов, а также психическим расстройствам при авитаминозах и алиментарной дистрофии, при гипертонических болезнях и травмах мозга.
Совместно с коллективом сотрудников под руководством Голант были изучены изменения в спинномозговой жидкости (в привязке к душевным болезням), уточнена ликворная диагностика прогрессивного паралича, что имело особое значение в эпоху почти исключительно психологической диагностики шизофрении. Был найден, изучен и описан целый ряд симптомов при эпидемическом энцефалите — психосенсорный симптом прилипания, насильственные состояния, оптико-вестибулярные нарушения, а также была пересмотрена систематика психозов на почве исследований сифилиса головного мозга.
Выступала за научное разграничение психопатологии шизофрении от психологии так называемых шизоидов, в противоположность многим авторам, которые стремились стереть эти грани. Работала над изучением болезни Альцгеймера.

## Семья
Племянники — доктор физико-математических наук Виктор Евгеньевич Голант и доктор технических наук Михаил Борисович Голант.

## Основные труды
- Голант Р. Я. К вопросу о значении симпатической нервной системы для тетанической судороги, 1925.
- Голант Р. Я. О расстройствах памяти, 1935.
- Голант Р. Я. Память человека и её расстройства, 1948.